# Biała Podlaska (gromada)
Biała Podlaska – dawna gromada, czyli najmniejsza jednostka podziału terytorialnego Polskiej Rzeczypospolitej Ludowej w latach 1954–1972.
Gromady, z gromadzkimi radami narodowymi (GRN) jako organami władzy najniższego stopnia na wsi, funkcjonowały od reformy reorganizującej administrację wiejską przeprowadzonej jesienią 1954 do momentu ich zniesienia z dniem 1 stycznia 1973, tym samym wypierając organizację gminną w latach 1954–1972.
Gromadę Biała Podlaska siedzibą GRN w mieście Białej Podlaskiej (nie wchodzącym w jej skład) utworzono 1 stycznia 1960 w powiecie bialskim w woj. lubelskim z obszarów zniesionych gromad Sidorki i Wilczyn oraz kolonii Lisy z gromady Dubów w tymże powiecie.
31 grudnia 1961 z gromady Biała Podlaska wyłączono kolonię Siodrki o powierzchni około 100 ha, włączając ją do miasta Białej Podlaskiej w tymże powiecie i województwie.
1 stycznia 1962 do gromady Biała Podlaska włączono obszar zniesionej gromady Woskrzenice Duże oraz wsie Ortel Książęcy cz. I, Ortel Książęcy cz. II, Ogrodniki i Perkowice oraz kolonię Mikołajówka ze zniesionej gromady Ortel Książęcy w tymże powiecie.
Gromada przetrwała do końca 1972 roku, czyli do kolejnej reformy gminnej. 1 stycznia 1973 w powiecie bialskim utworzono gminę Biała Podlaska.